# Bezness
Pour plus de détails, voir Fiche technique et Distribution.
Bezness (arabe : بزناس) est un film tunisien réalisé en 1992 par Nouri Bouzid.

## Synopsis
Fred, photographe, est en Tunisie pour faire un reportage sur les « bezness » (hommes prostitués). Décalé dans cet univers où l'image est une violation et sa représentation un tabou, il est le protégé de Roufa.
Beau et brun, Roufa vit de son corps. Son rêve : quitter Sousse. L'Europe l'attire et le fascine. Sa morale et son comportement sont doubles. Très permissif avec sa clientèle, il est conservateur et répressif avec les siens, surtout avec Khomsa, sa jeune fiancée. Ce film est le portrait d'une jeunesse aux prises avec les effets pervers du tourisme et confrontée aux contradictions entre traditions et modernité, Orient et Occident.

## Fiche technique
- Réalisation : Nouri Bouzid
- Scénario : Nouri Bouzid
- Montage : Kahéna Attia
- Images : Alain Levent
- Son : Hachemi Joulak
- Musique : Anouar Brahem
- Production : Ahmed Bahaeddine Attia (Cinétéléfilms)
- Pays d'origine : Tunisie
- Langue : arabe
- Format : couleur - 35 mm
- Genre : comédie dramatique

## Distribution
- Abdellatif Kechiche : Roufa
- Ghalya Lacroix : Khomsa
- Jacques Penot : Fred
- Manfred Andrae : l'Allemand
- Mustapha Adouani : le commissaire
- Jamel Sassi :	Flash
- Sondos Belhassen : Ghalia
- Amel Baccouche : la mère de Khomsa